# Szilágyi Miklós (néprajzkutató)
Szilágyi Miklós (Tiszafüred, 1939. február 4. – 2019. május 7. ) néprajzkutató, muzeológus, a néprajztudomány doktora. Tudományos pályafutásának két leghangsúlyosabb vonulata a hagyományos halászati formák kutatása, valamint az alföldi mezővárosokra vonatkozó, történeti néprajzi irányultságú társadalom-néprajzi vizsgálatok. 1964 és 1981 között több vidéki múzeumi igazgatója, 1986 után az MTA Néprajzi Kutatóintézetének munkatársa volt.
1963-tól Sz. Bányai Irén történész férje, Szilágyi Márton (1965) és Szilágyi Zsófia (1973) irodalomtörténészek apja.

## Életútja
Gimnáziumi tanulmányait Tiszafüreden végezte, majd 1957-től 1962-ig a debreceni Kossuth Lajos Tudományegyetem magyar–néprajz szakát végezte el, kiegészítő stúdiumként felvéve a népművelés szakot is. Diplomaszerzését követően, 1962–1963-ban a debreceni egyetem néprajzi tanszékének könyvtárosaként tevékenykedett. 1963–1964-ben Szolnokon dolgozott, félállásban a Damjanich János Múzeum muzeológusaként, valamint a Tiszaparti Gimnázium magyartanáraként. 1964-ben a gyulai Erkel Ferenc Múzeum igazgatójává nevezték ki, majd 1969-ben a ceglédi Kossuth Múzeum vezetését vette át. 1974 és 1981 között a szekszárdi Béri Balogh Ádám Múzeum, egyben a Tolna Megyei Múzeumi Szervezet igazgatójaként tevékenykedett.
1981-ben a fővárosba költözött, s 1986-ig a Néprajzi Múzeum állagvédelmi, majd gyűjteményi osztályának vezetőjeként, a halászati gyűjtemény kezelőjeként tevékenykedett. 1986-ban az MTA Néprajzi Kutatócsoportja (1990-től Kutatóintézete) adattári osztályának vezetőjévé nevezték ki. Később a társadalom-néprajzi osztály irányítását vette át, 1997-től 2002-ig pedig tudományos igazgatóhelyettesként is tevékenykedett. 2002 után tudományos tanácsadóként segítette az intézet munkáját. 1988-tól 2009-ig az Eötvös Loránd Tudományegyetem tárgyi néprajzi tanszékén oktatott docensi címmel, 1996 után pedig az európai etnológiai PhD-programban is részt vett oktatóként.

## Munkássága
Noha tanulmányai kezdetén erőteljes irodalomtörténeti érdeklődés jellemezte, s a debreceni egyetemen tanárai közé tartozott az irodalomtudós Juhász Géza, Bán Imre és Bartha János, a nyelvész Kálmán Béla és Papp István, ám végül a néprajzi tanszék vezetője, Gunda Béla hatására a néprajztudomány, azon belül is az anyagi kultúra kutatása mellett kötelezte el magát. Gunda irányításával már egyetemi évei során a Közép-Tisza-vidék hagyományos halászatát kutatta. Emellett – Herman Ottó és Jankó János munkásságának folytatásaként – a Kárpát-medencei halászat átfogó összehasonlító néprajzi és tárgytipológiai vizsgálatát tűzte ki távolabbi célul, s már e korai években megjelentek az ebbe az irányba mutató első közleményei (például a borítóhalászat egyes kérdéseiről).
Az 1960-as évek közepétől – gyulai és ceglédi múzeumigazgatóként – vizsgálatainak tárgytipológiai-őstörténeti irányultságát felváltották a levéltári kutatásokon alapuló történeti néprajzi kutatásai. A 18. századi Békés vármegyei és nagykunsági tanácsülési jegyzőkönyvek feldolgozásával átfogó képet rajzolt fel a Tiszántúl korabeli népi műveltségéről. E tanulmányaiban is hangsúlyosabb helyet kaptak az anyagi kultúra vonatkozásai (állattartás, településnéprajz, népi építészet stb.), de már megmutatkozott a társadalom-néprajzi témák iránti fogékonysága is. Behatóan foglalkozott a 18–19. századi helyi közösségek termelési szervezetével, önszerveződési és önigazgatási formáival, a nemzetiségi-felekezeti együttélés, települési és társadalmi szegregáció kérdéskörével (Gyoma, Mezőberény, Békés, Kisújszállás stb. kapcsán).
Szekszárdi muzeológusként és fővárosi néprajzkutatóként is megmaradtak pályájának korai szakaszát meghatározó kutatási területei, a hagyományos halászat és az alföldi mezővárosi társadalom vizsgálata. Az 1970-es években a Tudományos Minősítő Bizottság aspiránsaként fogott bele a hagyományos tiszai halászatról szóló monográfia megírásába, amely részben 1987-es kandidátusi értekezése témájául is szolgált (A termelési viszonyok és a halászati technika történeti összefüggései, különös tekintettel a Tisza vízrendszerére). Emellett megírta a hernádi népi halászat áttekintését és az orvhalászat néprajzát. Végül 1995-ben teljes terjedelmében is megjelent tiszai monográfiája (A tiszai halászat: Az eszközök és fogási módok történeti változásai), amely 1998-ban kiadói nívódíjban részesült. Ugyanez a témakör szolgált 1999-es néprajztudományi doktori értekezése témájául is.
A fentieken túlmenően tudományos érdeklődése kiterjedt a népi vadfogás, méhészet, táplálkozáskultúra, népi építészet és településnéprajz egyes kérdéseire is, emellett folklorisztikai, szellemi néprajzi affinitásáról vallanak a paraszti önéletrajzokra, népi visszaemlékezésekre és élménytörténetekre vonatkozó gyűjtései, vizsgálatai. Nyitottsággal fordult a paraszti kultúra új elemei (fényképhasználat, kerékpár stb.) vagy a néprajztudomány hagyományos kutatási területein kívül eső területek (pl. népi hulladékhasznosítás) vizsgálata felé. Kutatáselméleti eredményei is számottevőek, behatóan foglalkozott a néprajzi forráshasználat és forráskritika, a néprajzi adatgyűjtés, -rendszerezés és -elemzés módszertani kérdéseivel.
Tizenöt önálló kötete és ötszázat megközelítő dolgozata, tanulmánya és közleménye mellett hetven szócikke jelent meg a Magyar néprajzi lexikon. ban (1977–1982), részt vett a Magyar Néprajz című kiadványsorozat gazdálkodás- és társadalom-néprajzi köteteinek szerkesztésében és egyes fejezeteinek megírásában, valamint a hazai néprajzi könyvtermés rendszeres recenzora volt. 1974 és 1981 között A Béri Balogh Ádám Múzeum Évkönyve, 1978-tól 1981-ig a Dunatáj című művelődési folyóirat szerkesztője volt. 1986-tól 2002-ig az Ethographia szerkesztőbizottságának tagja volt, 1999–2000-ben a folyóirat felelős szerkesztőjeként is tevékenykedett. 1993 óta szerkesztője volt a Népi Kultúra – Népi Társadalom című kutatóintézeti periodikának.

## Társasági tagságai és elismerései
1988 és 1991 között a Magyar Néprajzi Társaság főtitkára, több cikluson át titkára és elnöke volt a társaság társadalom-néprajzi szakosztályának. 2001 és 2007 között a Magyar Tudományos Akadémia közgyűlési képviselője, a néprajzi bizottság tagja volt.
A Györffy István-emlékérem birtokosa, 2005-ben a Magyar Köztársasági Érdemrend lovagkeresztjét vehette át.

## Főbb művei
- Adatok a Nagy-Kunság XVIII. századi néprajzához. Szolnok, Szolnok Megyei Tanács, 1966, 138 p. = Szolnok Megyei Múzeumi Adattár, 5.
- A Hernád halászata. Miskolc, Herman Ottó Múzeum, 1980, 91 p. = Borsodi Kismonográfiák, 10.
- Gyűjtőmódszerek és forráskritika a néprajztudományban. Debrecen, KLTE, 1986, 72 p. = Folklór és Etnográfia
- Néphagyomány, népi mentalitás, állami igazgatás az orvhalászat tükrében. Budapest, MTA Néprajzi Kutatócsoport, 1989, 128 p. = Életmód és Tradíció, 3.
- Halászó vizek, halásztársadalom, halászati technika: A tiszai halászat történeti-néprajzi elemzése. Debrecen, KLTE Néprajzi Tanszéke, 1992, 248 p. = Studia Folkloristica et Ethnographica, 29.
- A tiszai halászat: Az eszközök és fogási módok történeti változásai. Budapest, Akadémiai, 1995, 291 p. = Néprajzi Tanulmányok
- Mezővárosi társadalom – paraszti műveltség: Történeti-néprajzi adatok és elemzési kísérletek. Debrecen, KLTE, 1995, 437 p. = Folklór és Etnográfia, 87.
- Néprajzi forráskritika. Debrecen, Kossuth Egyetemi Kiadó, 2001, 168 p. = Néprajz Egyetemi Hallgatóknak
- Halászó parasztok, halászati vállalkozók: Történeti források és elemzések. Budapest, L’Harmattan & MTA Néprajzi Kutatóintézet, 2002, 230 p. = Documentatio Ethnographica
- Bevezetés a néprajzi muzeológiába. Debrecen, Kossuth Egyetemi Kiadó, 2003, 208 p. = Néprajz Egyetemi Hallgatóknak
- A személyes paraszti tudás érvényessége: Kisújszállás társadalma és gazdálkodása egy száz évet élt parasztgazda emlékezetében. Budapest, Akadémiai, 2006, 203 p. = Néprajzi Tanulmányok. (Akadémiai Nívódíjjal jutalmazott könyv)
- Bátai halászat. Báta, Bátáért Egyesület, 2007, 40 p. = Múltunk Cserepei
- Néprajzi tanulmányok Kisújszállásról. Szolnok, Jász-Nagykun-Szolnok Megyei Múzeumok Igazgatósága, 2008, 339 p. = Kunsági Téka
- A népies halászat, vadászat és gyűjtögetés lexikona. Debrecen, Debreceni Egyetem Néprajzi Tanszék, 2008, 230 p. = Magyar Néprajzi Könyvtár
- Sors és tapasztalat: Kisújszállási vallomások a paraszti életforma végső szakaszáról. Budapest, MTA Néprajzi Kutatóintézet, 2008, 239 p. = Életmód és Tradíció, 10.
- Művek és életművek múló időnkben. Mesterek, barátok, pályatársak; Magyar Tudományos Akadémia Néprajzi Kutatóintézete, Bp., 2009
- Paraszti hagyomány és kényszermodernizáció. Közelítések a néprajzi változásvizsgálathoz; MTA Néprajzi Kutatóintézete, Bp., 2009
- Finesszel köll élni. A háború és a hadifogság a szóbeliségben; gyűjt. Szilágyi Miklós; MTA Néprajzi Kutatóintézet, Bp., 2011 (Folklór archívum)
- Mezőváros és paraszti kultúra. Történeti-néprajzi dolgozatok az alföldi mezővárosokról; Nagykun Hagyományőrző Társulás, Kisújszállás, 2012
- Családtörténet két hangra. Személyes vallomások a tiszafüredi parasztos vonásokkal átszőtt kispolgári életvitel és a 20. századi változó hatalmak találkozásáról; MTA BTK Néprajztudományi Intézet, Bp., 2014 (Folklór archívum)
- Zsákmányolók és zsákmányaik. Történeti néprajzi dolgozatok a vadászatról, vadfogásról és a természethasznosítás egyéb formáiról; MTA BTK Néprajztudományi Intézet, Bp., 2014 (Életmód és tradíció)
- Személyes emlékezet, élettörténet, szépirodalom. Néprajzi tanulmányok; Kalligram, Bp., 2018
- Halászó vizeken. Néprajzi tanulmányok és közlemények a népi halászatról; szerk. Hajdu Ágnes, Schleicher Vera, Szűcs Alexandra; Néprajzi Múzeum, Bp., 2019 (Series historica ethnographiae)
- Közelítések Tiszafüred néprajzához. Személyes emlékek és ifjú koromban gyűjtött néprajzi adalékok; szerk. Szilágyi Márton, Szilágyi Zsófia; ELTE BTK Néprajzi Intézet–Néprajzi Múzeum, Bp., 2021
- Az én Gyulám. Az 1960-as évek gyulai múzeuma; Magyar Nemzeti Levéltár Békés Megyei Levéltára, Gyula, 2021

## További irodalom
- Élet/út/írások: Szilágyi Miklós tiszteletére. Szerk. Bali János és Turai Tünde. Budapest: MTA Néprajzi Kutatóintézet; ELTE Néprajzi Intézet. 2009.
- Tisz(t)ázások: Hallgatói tanulmányok Szilágyi Miklós 70. születésnapjára. Szerk. Molnár Gergely. Budapest: ELTE BTK Néprajzi Intézet. 2009.
- Szilágyi Miklós munkái a Magyar Tudományos Művek Tárában